# گورستان مکلی
گورستان مکلی (اردو: شهرِ خموشاں مکلی؛ سندی: مکلی جو مقام) یکی از بزرگترین شهر مردگان جهان است که در مساحتی به طول ۱۰ کیلومتر مربع در نزدیکی شهر تهته، در استان سند پاکستان واقع شده‌است. این سایت تقریباً ۵۰۰۰۰۰ تا ۱ میلیون مقبره در طی یک دوره ۴۰۰ ساله ساخته شده‌است. این گورستان دارای چندین بنای بزرگ تشییع جنازه است که متعلق به خانواده سلطنتی، قدیسان مختلف صوفیان و دانشمندان است. این سایت در سال ۱۹۸۱ به عنوان یک میراث برجسته از تمدن سندی بین قرن ۱۴ و ۱۸ به عنوان میراث جهانی یونسکو در پاکستان ثبت شده‌است.

## محل

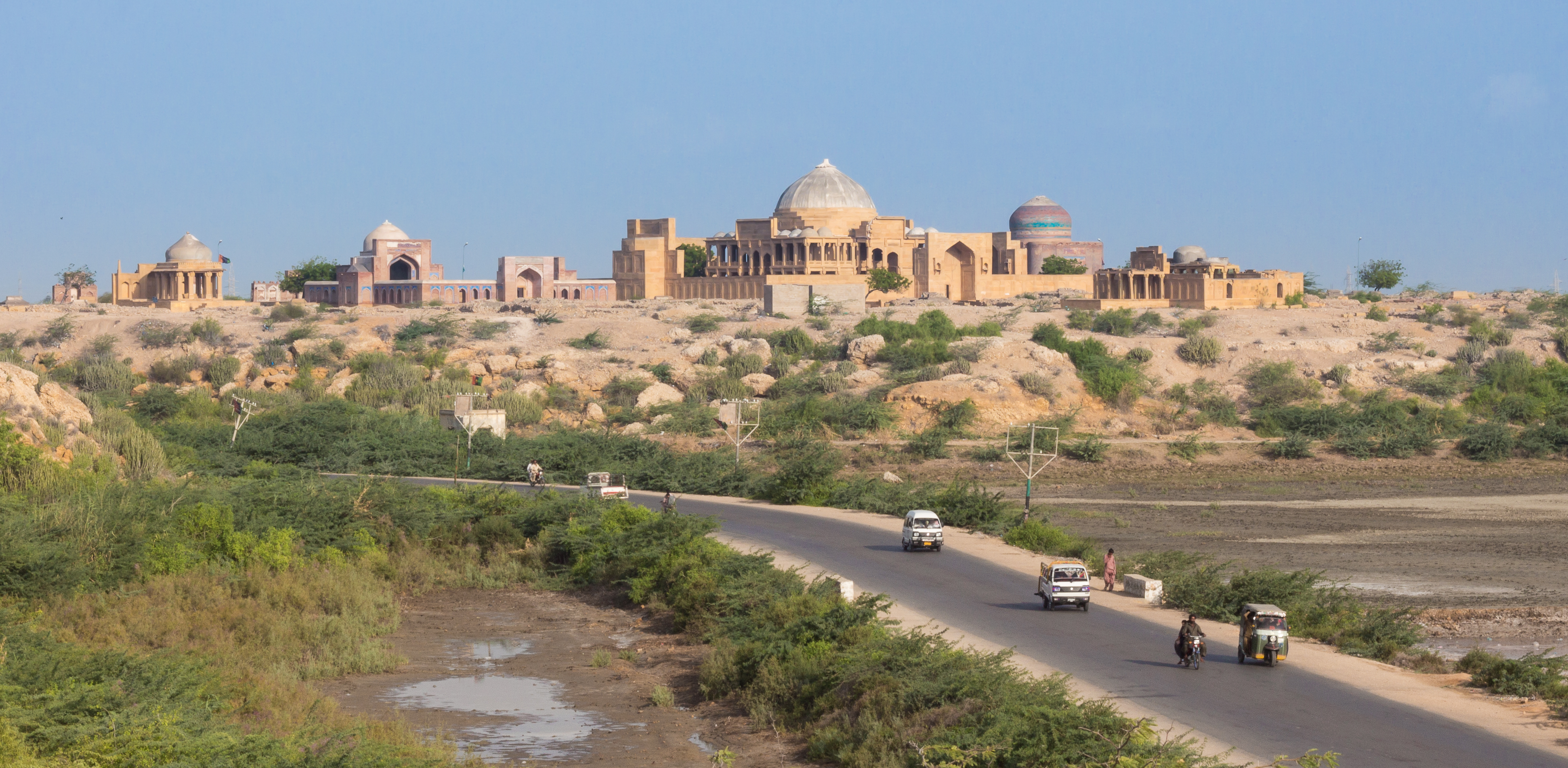
این سایت در حومه تیتا واقع شده‌است.

گورستان مکلی در شهری با همین نام، که در یک فلات حدود ۶ کیلومتر از شهرستان تهته واقع شده، که پایتخت ایالت سند تا قرن ۱۷ بوده‌است. تقریباً در ۹۸ کیلومتری شرق کراچی، در نزدیکی جبهه دلتای رود سند در جنوب شرقی سند قرار دارد. جنوبی‌ترین نقطه این مکان تقریباً ۵ مایل با ویرانه‌های قلعه قرون وسطایی قلعه قصر فاصله دارد.

## نام
گفته می‌شود که این سایت و تپه‌های اطراف آن اسم خود را از افسانه ای یاد می‌کنند که در آن یک زائر حج در محل متوقف شده و مکان را مکه اعلام می‌کند. گفته می‌شود که شخص صوفی شیخ حمد جمالی پس از شنیدن داستان زائر، این مکان را «ماکلی» یا «مکه کوچک» نامگذاری کرده‌است.

## تاریخ
شیخ جمالی، روحانی، شاعر و محقق صوفی، خانقاه یا محل اجتماع صوفیان را در مکلی تأسیس کرد و سرانجام در همان‌جا دفن شد. فرمانروای قرن چهاردهم تراخان، جم تماچی، قدیس را گرامی می‌داشت و آرزو می‌کرد که در نزدیکی قدیس دفن شود، و سنت استفاده از مکلی را به عنوان مکان تشییع جنازه آغاز کرد.
این مکان به عنوان یک سایت بزرگ تشییع کننده مردگان در زمان حکومت سلسله جامیان، که پایتخت خود را در نزدیکی تتا ساخته بود، به اوج و شناخت رسید.
از نظر معماری بسیاری از آرامگاه‌های موجود در این سایت مربوط به زمان امپراتوری گورکانی هند، بین سالهای ۱۵۷۰ و ۱۶۴۰ میلادی است.

## طرح
مکلی گورستان ۱۰ کیلومتر مربع را اشغال می‌کند و حداقل ۵۰۰۰۰۰ مقبره دارد. این منطقه از پیر پاتو در انتهای جنوبی مکلی هیلز، به سمت شمال به شکل تقریباً الماس امتداد یافته‌است. لبه شرقی آن توسط خط الراس تپه‌های مکلی شکل گرفته‌است. بزرگترین بناهای تاریخی عموماً در لبه جنوبی سایت یافت می‌شود، اگرچه مقبره‌های ساما در شمال یافت می‌شود.

## تکامل معماری

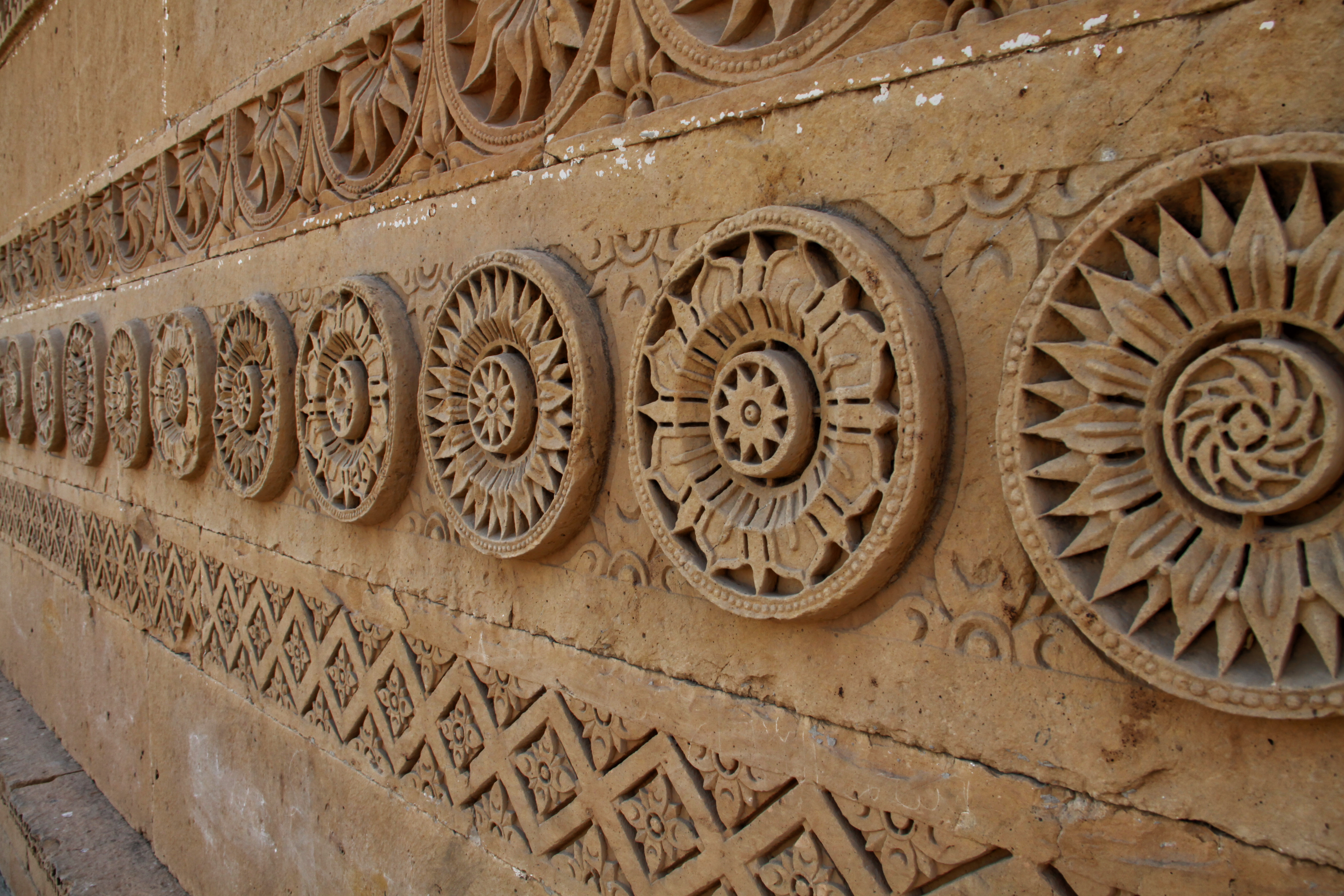
بسیاری از مقبره‌ها دارای نقوش تزئینی حک شده‌است.

معماری تشییع جنازه بزرگترین بناهای تاریخی، تأثیرات مسلمان، هندو، پارسی، مغولی و گجراتی را بازتاب می‌کند، به شیوه سند پایین که به سبک چائوکندی معروف شد، به نام آرامگاه‌های چوخندی در نزدیکی کراچی نامگذاری شد. سبک چوخندی که تخته سنگهای ماسه سنگی را که به دقت توسط سنگهای در طرح‌های پیچیده حک شده‌اند، به وجود آمد.
قدیمی‌ترین مقبره‌ها سه تا شش صفحه سنگی که در بالای یکدیگر قرار گرفته بودند را به شکل یک هرم کوچک ساخته شده‌اند.

## مقبره سلطنتی

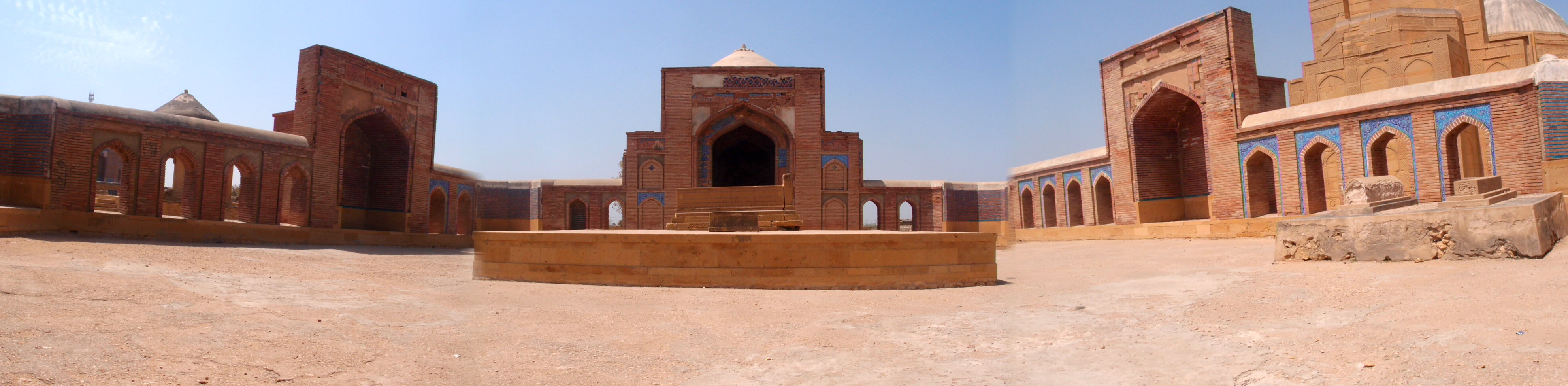
برخی از مقبره‌ها دارای تأثیرات برجسته ای در معماری از آسیای میانه است.

مقبره سلطنتی چشمگیر به دو شاخه اصلی تقسیم می‌شود: آنهایی که از دوره جامیان تشکیل می‌شوند، شاخه خود را تشکیل می‌دهند، در حالی که دوره ترخان، ارغون‌خان و مغول‌ها در یک جا جمع شده‌اند.

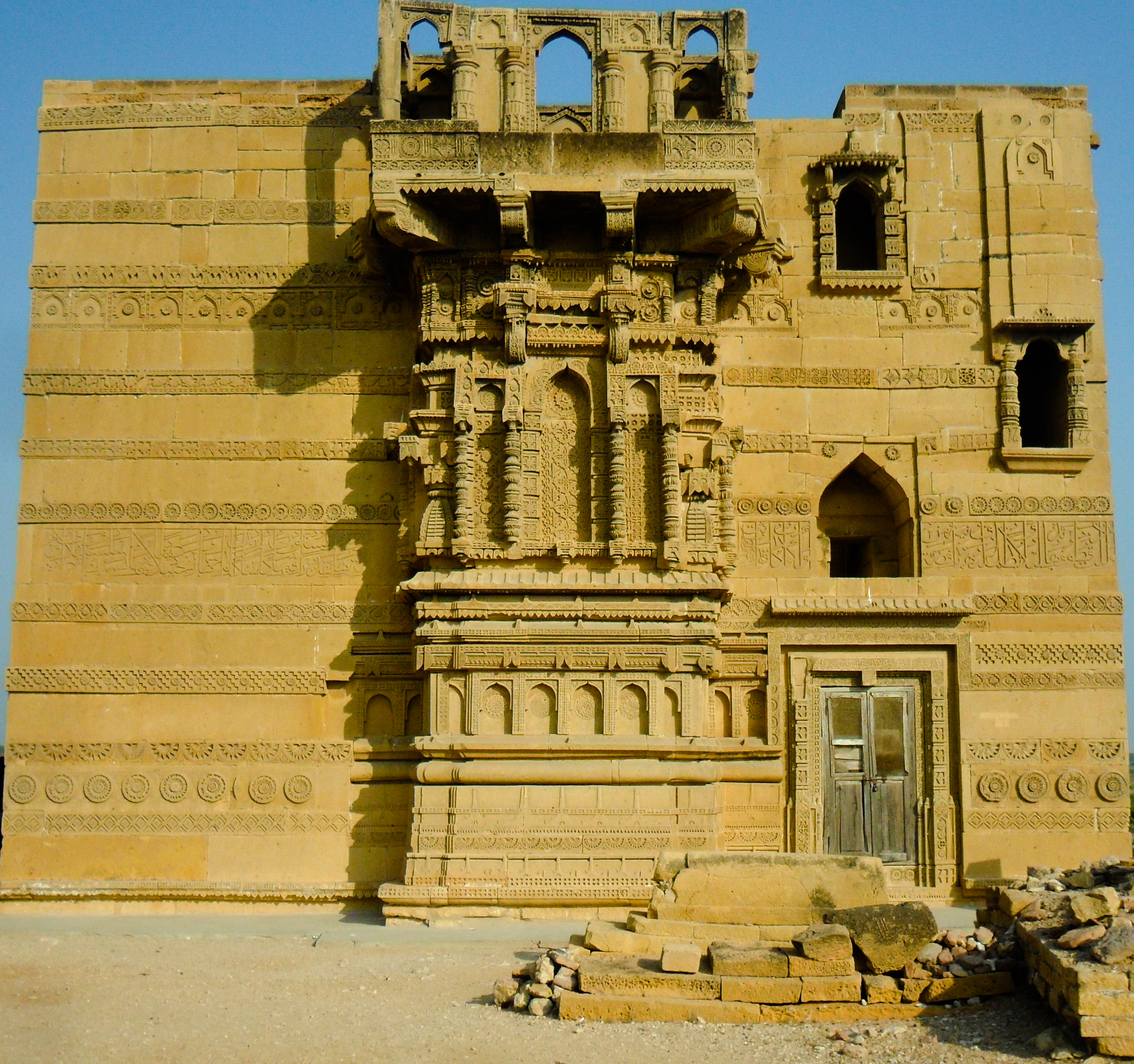
مقبره جام جم نظام الدین دوم دارای یک ژاروکه است که تأثیرات گجراتی را به نمایش می‌گذارد.

مکلی گورستان در سال ۱۹۸۱ به عنوان میراث جهانی یونسکو ثبت شد. سیل ۲۰۱۰ پاکستان باعث وخیم تر شدن وضعیت این مکان تاریخی شد.

## نگارخانه

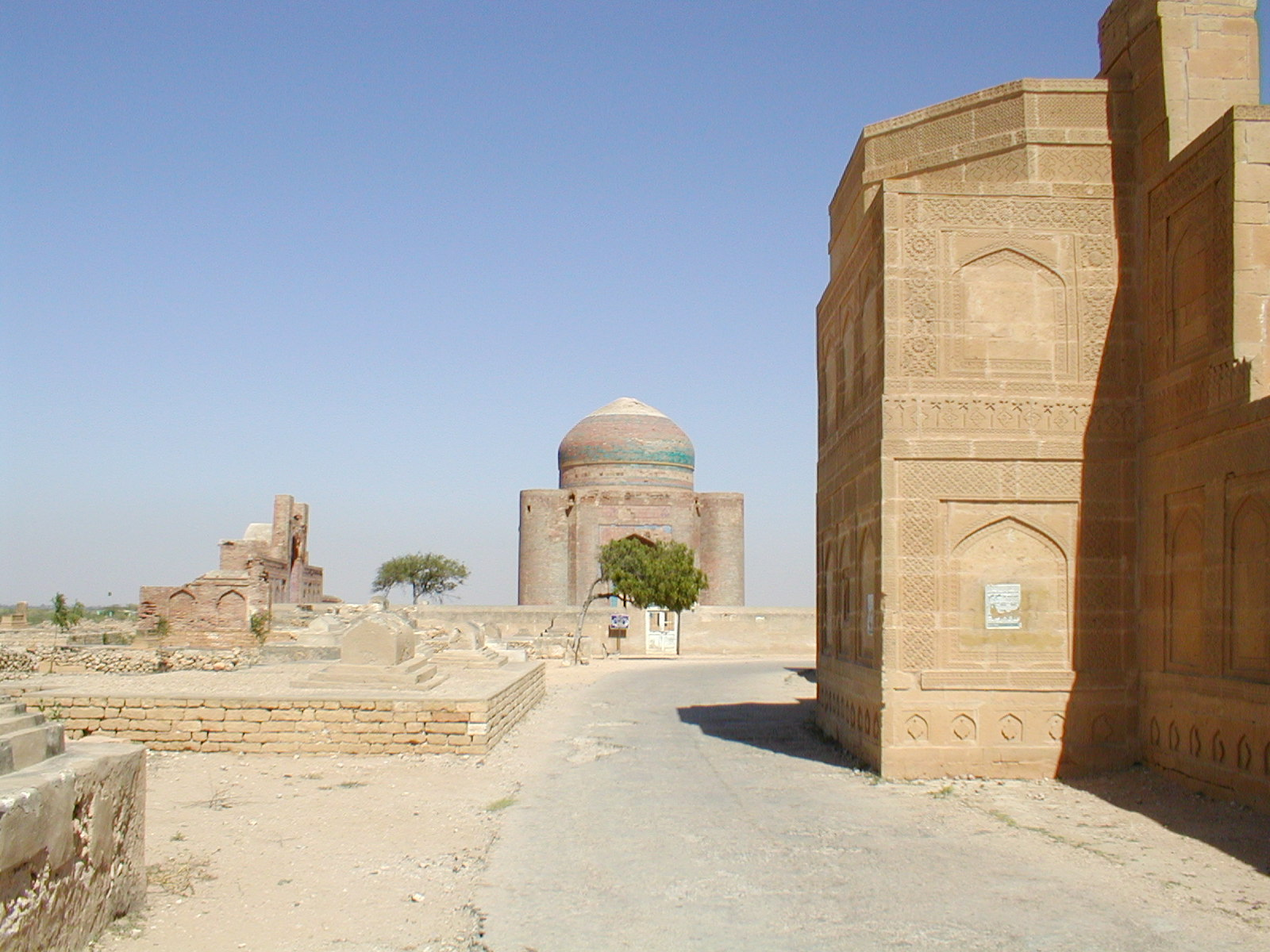
نمایی از گورستان
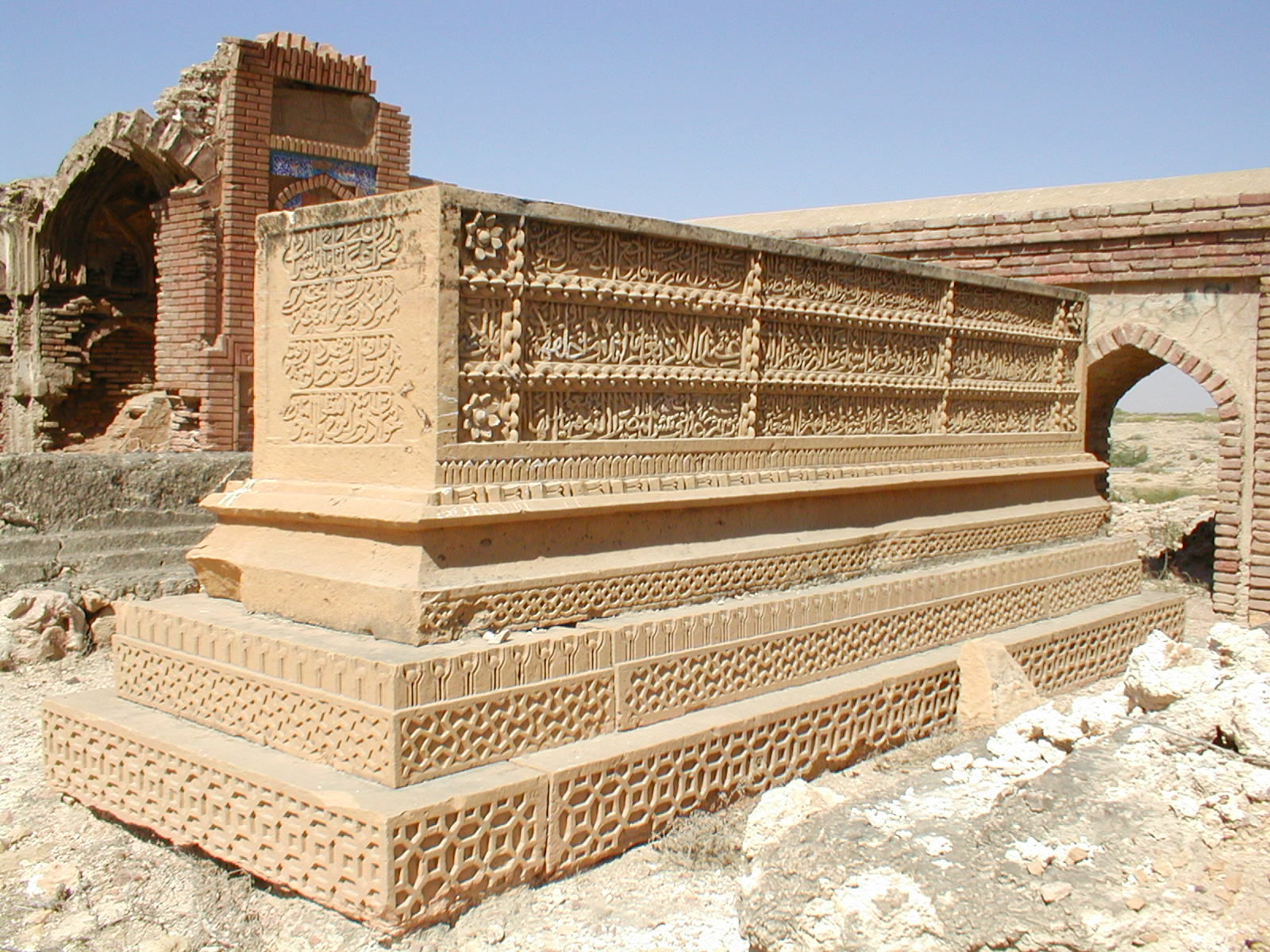
آثار هنری قرآنی در یک قبر تزئین شده از یک قدیس صوفی
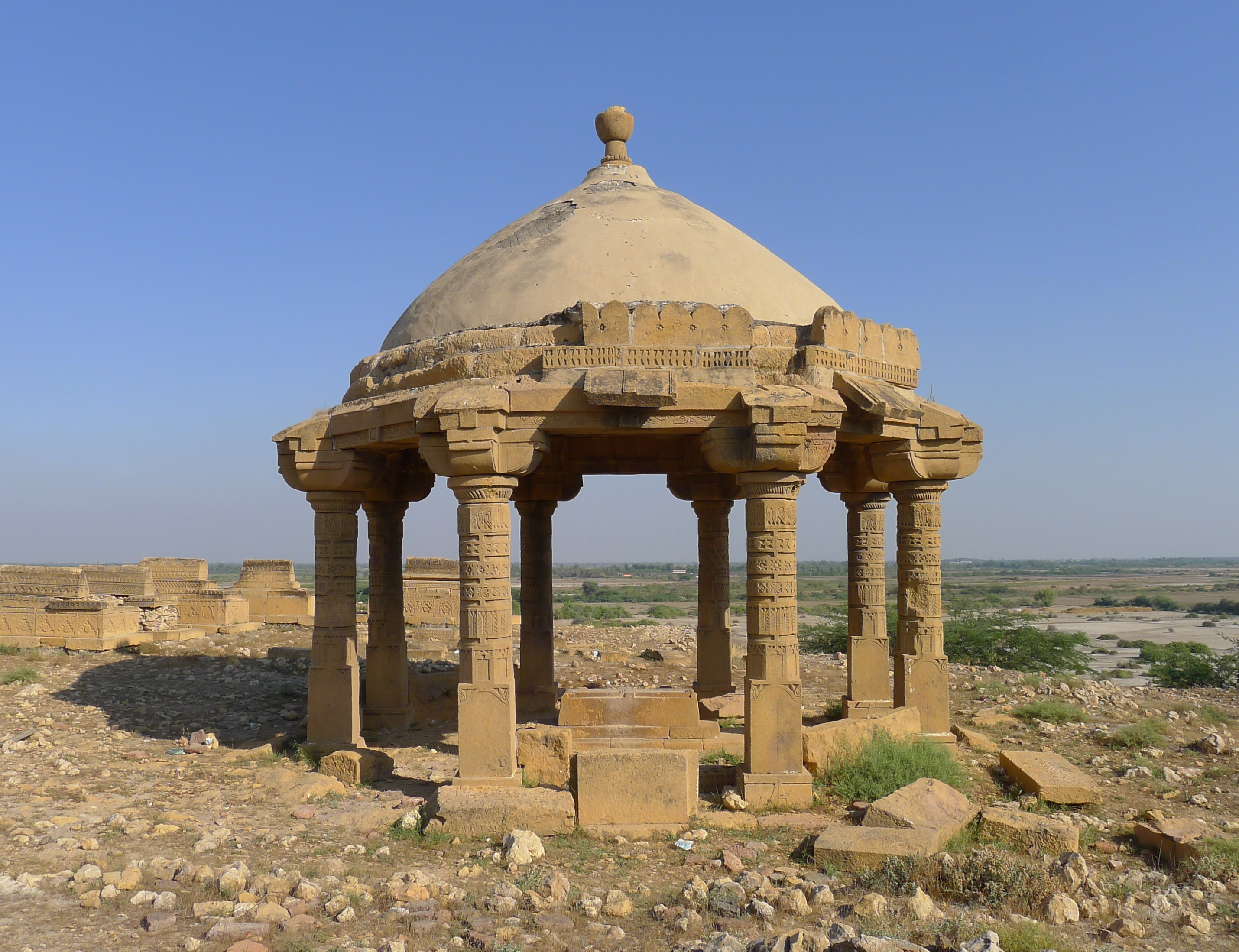
آرامگاه سایبان دایا خان راهو
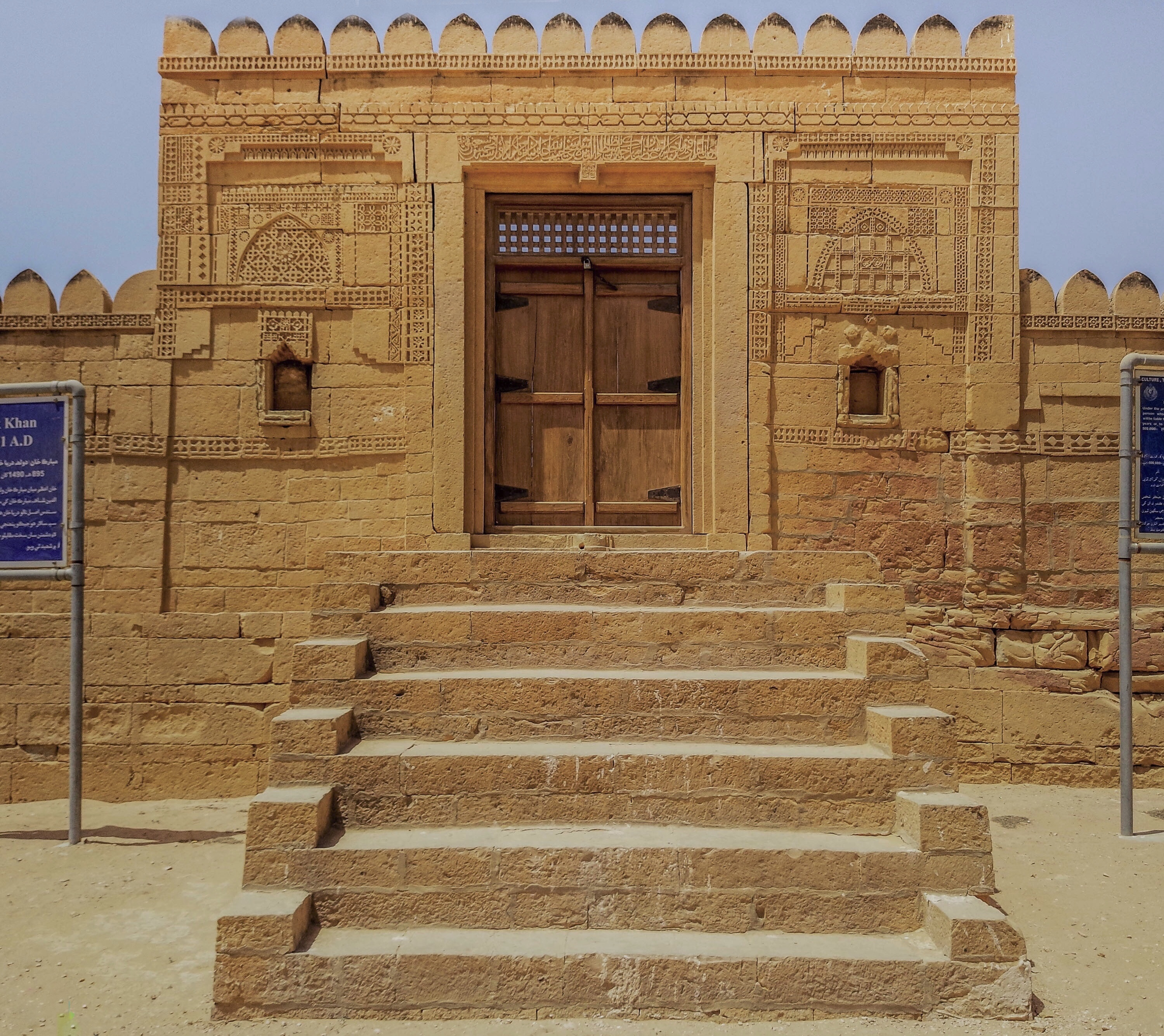
نمای مقبره جام مبارک خان